# NGC 1493
NGC 1493 is een balkspiraalstelsel in het sterrenbeeld Slingeruurwerk. Het hemelobject werd op 2 september 1826 ontdekt door de Schotse astronoom James Dunlop.

## Synoniemen
- PGC 14163
- ESO 249-33
- AM 0355-462
- IRAS 03558-4621
- GC 795
- Dun 438